# Sweli
Le sweli est un concept bushinengue qui désigne quelque chose de très puissant et sacré. C'est à la fois un pacte dont on ne peut se dédire sans encourir une sanction extrême par les divinités et les ancêtres, ou l'obeah (au sens d'esprit/force spirituelle) le plus puissant.